# Araneus longicaudus
Araneus longicaudus är en spindelart som först beskrevs av Tord Tamerlan Teodor Thorell 1877.  Araneus longicaudus ingår i släktet Araneus och familjen hjulspindlar.
Artens utbredningsområde är Sulawesi. Inga underarter finns listade i Catalogue of Life.